# NGC 6441
NGC 6441 ist ein Kugelsternhaufen im Sternbild Skorpion. 
Er wurde am 13. Mai 1826 von James Dunlop entdeckt.